# Egon von Schlippenbach
Egon Freiherr von Schlippenbach (* 10. April 1914 in Köln; † 11. Mai 1979 in Kiel) war ein Offizier der Kriegsmarine im Zweiten Weltkrieg und Offizier in der Bundesmarine.

## Militärische Karriere
1934 begann von Schlippenbach seine militärische Karriere, indem er als Seekadett in die Marine eintrat. Er wurde 1935 zum Fähnrich zur See, 1937 zum Oberfähnrich zur See und 1937 zum Leutnant zur See befördert. Als Leutnant zur See diente er auf dem Linienschiff Schleswig-Holstein. 1939 erlangte er den Rang eines Oberleutnants zur See und trat in den Dienst der U-Boot-Waffe ein. Er war zunächst auf den U-Booten U 18, U 3 und U 101 als Wachoffizier. 1941 wurde er zum Kapitänleutnant befördert.  Am 25. Februar 1941 wurde er mit dem Eisernen Kreuz II. Klasse ausgezeichnet und erhielt am 31. März 1941 das Kommando über das U-Boot U 121. Es folgte ab dem 9. Juli 1941 das Kommando über die U 453, mit der er zur ersten Feindfahrt in das Mittelmeer aufbrach. Ein Angriff auf ein alliiertes Hospitalschiff während seiner 7. Feindfahrt führte zu einem Verfahren vor einem deutschen Militärgericht, das Schlippenbach allerdings freisprach. Schlippenbach war einer der dienstältesten deutschen U-Boot-Kommandanten im Mittelmeer. Egon von Schlippenbach wurde mit dem Eisernen Kreuz I. Klasse am 6. August 1942 ausgezeichnet und erhielt nach seiner 13. Fahrt am 19. November 1943 für Versenkung von 52.000 BRT, die Beschädidigung von 26.000 BRT an alliierten Handelsschiffen und zwei erfolgreiche Verminungsfahrten das Ritterkreuz des Eisernen Kreuzes. Insgesamt kam er auf 15 Feindfahrten mit insgesamt 339 Seetagen. Im Januar 1944 wurde er in den Stab des Oberkommando der Marine (OKM) versetzt und 1945 noch zum Korvettenkapitän befördert. In den letzten Wochen des Zweiten Weltkrieges wurde von Schlippenbach in der Infanterie eingesetzt und geriet schließlich in amerikanische Kriegsgefangenschaft.
1956 trat Schlippenbach als Korvettenkapitän in die Bundesmarine ein. Zunächst in Stäben eingesetzt, wurde er am 1. Mai 1960 Kommandeur des 1. Geleitgeschwaders, das am 1. Juli 1960 in Schulgeschwader umbenannt wurde. Er kommandierte das Geschwader bis zum 30. September 1961 und wurde in dieser Zeit zum Fregattenkapitän befördert. Nach weiteren Tätigkeiten war er von Oktober 1969 bis September 1972 als Kapitän zur See Kommandeur des Marineausbildungsregiments. Anschließend wurde er in den Ruhestand versetzt.